# Huckleberry Hound
Huckleberry Hound es un personaje de dibujos animados de un perro antropomorfo parlante, perteneciente a los personajes de ficción creados por la compañía de animación Hanna-Barbera. Huckleberry dio origen a una serie de animación que fue emitida en 1958 por la cadena estadounidense CBS.
Huckleberry Hound fue el segundo dibujo animado creado para la televisión de Hanna-Barbera tras haber creado a Ruff y Reddy.
Huck (como es nombrado a veces, haciendo relación al personaje creado por Mark Twain en Las aventuras de Huckleberry Finn) y los otros dos segmentos del show: El Oso Yogui y Pixie, Dixie y el gato Jinks, son probablemente las series que provocaron la fama de Hanna-Barbera.

## El personaje
- La voz de Huckleberry estaba a cargo de Daws Butler que le había otorgado un marcado acento sureño típico de la ciudad de Nueva Orleans.
- El doblador en español sería Alberto Gavira[1] mientras que Jorge Arvizu le dio la segunda voz.
- Huck era un perro de color azul, que tenía por forma de vestir una pajarita acolchada en el cuello y un sombrero blanco de paja adornado con una cinta y con el ala troquelada sobre la cabeza. Siendo su cabeza bastante plana, el sombrero casi siempre lo llevaba guardando el equilibrio azarosamente oblicuo sobre ella.
- Nuestro personaje que goza de una personalidad relajada, en la mayoría de sus cortometrajes trata de conseguir diversos empleos. Desde policía hasta (irónicamente) perrero, todos ellos con catastróficas consecuencias, pero que eran resueltas gracias a la suerte o persistencia del perro.
- Otro rasgo característico de Huck era su afición por la canción "Oh My Darling, Clementine" ("Mi querida Clementina").
- Aunque la voz que Butler dio a Huckleberry Hound hace recordar a la de Andy Griffith (quien en ese momento era famoso en el cine, pero no en televisión), Butler ya había usado la voz en otros personajes (como en el perro de Ruff y Reddy, y antiguos trabajos de MGM). Estaba basada en el vecino de su esposa Myrtis; Butler habló con él cuando visitó Carolina del Norte. Debido a que algunos programas de Hanna-Barbera (Los Picapiedra o Don Gato) son conocidos por estar basados en celebridades de la época, es posible que la voz estuviera tratando de captar la esencia de Griffith, pero no es el verdadero origen.

## El Show de Huckleberry Hound
Huckleberry Hound aparecía en una serie de cortos llamada El Show de Huckleberry Hound. En este programa, además de la serie del perro celeste, se presentaron otras dos series de animación creadas por Hanna-Barbera, Pixie, Dixie y Mister Jinks y el Oso Yogui.
Cada segmento venía a durar unos 7 minutos, con lo que el show venía a cubrir una media hora en total. El Oso Yogui se convirtió por méritos propios, a su vez en un gran éxito y fue retirado del show para formar uno propio a partir de la segunda temporada en el año 1961. Por todo ello, Yogui fue sustituido por el lobo Hokey.
El Show de Huckleberry era una serie sufragada económicamente por la marca de cereales para el desayuno Kellogg's. Prueba de ello son los numerosos anuncios que protagonizó Huck, sólo o en compañía de otros personajes de la factoría H-B.

## Papeles en producciones posteriores
Después de que su serie original terminara, Huck continuó haciendo apariciones en otras de Hanna-Barbera, generalmente acompañando al protagonista, Yogui. Huck apareció en series como El Clan del Oso Yogi, La carrera espacial de Yogui, Las olimpiadas de la risa, Los locos de la galaxia, La búsqueda del tesoro de Yogui e incluso en una versión adolescente en Yo, Yogi!. Fue la estrella de la película de los años 1980, El bueno, el malo y Huckleberry Hound. También en "El oso Yogui y el vuelo mágico del Spruce Goose (El Ganso de Madera)".
Otra aparición fue en Don Gato y su pandilla, pues Matute llama a la pandilla con las tapas de los botes de basura y hay unos de su pandilla los cuales están viendo revistas, detrás de ellos hay unas revistas con las imágenes del Oso Yogui y Huckleberry Hound.
Hoy en día, las apariciones televisivas de Huck, como otras estrellas clásicas de Hanna-Barbera, no son frecuentes, aunque sus cortometrajes son transmitidos en el canal de televisión por cable Boomerang. Además, algunos de sus cortos son incluidos en varias colecciones de VHS y DVD.

## Tiras cómicas
Huckleberry Hound hizo sus aparicones en las tiras cómicas:
- Huckleberry Hound (Gold Key - 1962)
- Huckleberry Hound Summer Extra (City Magazined Ltd. 1965)
- Hucleberry Hound Annual (World Distributors - 1966)
- Hanna-Barbera Parade (Charlton - 1972)
- Huckleberry Hound (Charlton - 1972)
- Funtastic World of Hanna-Barbera (Marvel - 1977)
- Laff-a-Lympics (Marvel - 1978)
- Spotligt (Marvel - 1978)
- Hanna Barbera Giant Size (Harvel - 1993)
- Hanna-Barbera Presents (Archie Comics - 1996)

## Otras apariciones
- Huckleberry Hound estaba previsto para aparecer como cameo en la precuela cancelada de la película ¿Quién engañó a Roger Rabbit?. Es apodado como "Hound, H".
- En el episodio Behind the Laughter perteneciente a la undécima temporada de la telecomedia estadounidense Los Simpson, Huckleberry Hound aparece al final del mismo, mientras se anuncia que su vida será la siguiente en pasar por el programa. Dado que este episodio parodia los programas acerca de la vida secreta de los famosos, Hound aparece en un pequeño avance, diciendo: "Tenía mucha pluma, pero no podía decirlo (España)/ "Yo era homosexual... pero no podía decírselo a nadie (Hispanoamérica).
- Huckleberry Hound aparece en un episodio de Johnny Bravo.
- Huckleberry Hound es mencionado por Clementine Kruczynski en la película Eternal Sunshine of the Spotless Mind.
- Huckleberry Hound también fue parodiado en un episodio de El Show de Brak, en el cual no hablaba, sino que ladraba.
- La figura de Huckleberry Hound como parte de un vehículo aparece en Scooby-Doo: El comienzo del misterio.
- En la película Breakfast at Tiffany's en la escena que Holly y Paul van a la tienda de disfraces y roban unas máscaras entre una de ellas está la de Hucklberry Hound que es vista usada por Holly.

## Huckleberry Hounden otros idiomas
- Inglés: Huckleberry Hound
- Portugués: Dom Pixote
- Alemán: Hucky
- Italiano: Braccobaldo
- Francés: Roquet Belles Oreilles
- Finés: Hakki-koira
- Húngaro: Foxi Maxi
- Japonés: 珍犬ハックル (Chin'inu Hakkuru)
- Checo: Pes Filipes
- Polaco: Pies Huckleberry
- Sueco: Huckleberry Hund